# Sundtjärnet
Sundtjärnet är en sjö i Arvika kommun i Värmland och ingår i Göta älvs huvudavrinningsområde. Sjön är 10 meter djup, har en yta på 0,063 kvadratkilometer och befinner sig 207 meter över havet.